# Zoraida bouchneri
Zoraida bouchneri är en insektsart som beskrevs av Synave 1982. Zoraida bouchneri ingår i släktet Zoraida och familjen Derbidae. Inga underarter finns listade i Catalogue of Life.